# Неравенство Карлемана
Нера́венство Ка́рлемана — математическое неравенство, названное в честь шведского математика Торстена Карлемана, который в 1923 году опубликовал и доказал данное неравенство. Неравенство Карлемана можно рассматривать как вариацию классического неравенства между средним арифметическим и средним геометрическим. Карлеман использовал это неравенство, чтобы доказать теорему Данжуа — Карлемана о квазианалитических функциях.

## Формулировка
| Пусть {\displaystyle \{a_{1},a_{2},a_{3}\dots \}} — последовательность неотрицательных вещественных чисел. Тогда имеет место неравенство: {\displaystyle \sum _{n=1}^{\infty }{\sqrt[{n}]{a_{1}a_{2}\dots a_{n}}}\leqslant e\sum _{n=1}^{\infty }a_{n}.} |

Коэффициент е (число Эйлера) в неравенстве является оптимальным, то есть неравенство не всегда выполняется, если е заменить на меньшее число. Неравенство становится строгим (со знаком «меньше», а не «меньше или равно»), если хотя бы одно {\displaystyle a_{n}} не равно нулю.

## Интегральная версия
У неравенства Карлемана существует интегральная версия, пригодная для любой неотрицательной функции {\displaystyle f(x)}:
| {\displaystyle \int \limits _{0}^{\infty }\exp \left\{{\frac {1}{x}}\int \limits _{0}^{x}\ln f(t)dt\right\}dx\leqslant e\int \limits _{0}^{\infty }f(x)dx} |

## Неравенство Карлесона
В 1954 году Леннарт Карлесон предложил обобщение интегрального неравенства Карлемана:
| Пусть {\displaystyle g(x)} — выпуклая функция, причём {\displaystyle g(0)=0.} Тогда для любого числа {\displaystyle p>-1} имеет место неравенство: {\displaystyle \int \limits _{0}^{\infty }x^{p}e^{-g(x)/x}dx\leqslant e^{p+1}\int \limits _{0}^{\infty }x^{p}e^{-g'(x)}dx.} |

Неравенство Карлемана получается из неравенства Карлесона при {\displaystyle p=0.}

## Доказательство
Элементарное доказательство в общих чертах описано ниже. Применим классическое неравенство между средним арифметическим и средним геометрическим к последовательности {\displaystyle 1\cdot a_{1},2\cdot a_{2},3\cdot a_{3}\dots }:
{\displaystyle M_{geom}(a_{1},\dots ,a_{n})=M_{geom}(1a_{1},2a_{2},\dots ,na_{n})(n!)^{-1/n}\leqslant M_{arithm}(1a_{1},2a_{2},\dots ,na_{n})(n!)^{-1/n}}
где {\displaystyle M_{geom}} означает среднее геометрическое, а {\displaystyle M_{arithm}} — среднее арифметическое. Далее выпишем неравенство, полученное из формулы Стирлинга:
{\displaystyle n!\geqslant {\sqrt {2\pi n}}\,n^{n}e^{-n}}
или, заменив {\displaystyle n} на {\displaystyle n+1}:
{\displaystyle (n!)^{-1/n}\leqslant {\frac {e}{n+1}}} для любого {\displaystyle n\geqslant 1.}
Отсюда:
{\displaystyle M_{geom}(a_{1},\dots ,a_{n})\leqslant {\frac {e}{n(n+1)}}\,\sum _{1\leq k\leq n}ka_{k}\,,}
или:
{\displaystyle \sum _{n\geqslant 1}M_{geom}(a_{1},\dots ,a_{n})\leqslant \,e\,\sum _{k\geqslant 1}{\bigg (}\sum _{n\geqslant k}{\frac {1}{n(n+1)}}{\bigg )}\,ka_{k}=\,e\,\sum _{k\geqslant 1}\,a_{k}\,,}
что завершает доказательство.
Можно также вывести неравенство Карлемана из неравенства Харди:
{\displaystyle \sum _{n=1}^{\infty }\left({\frac {a_{1}+a_{2}+\cdots +a_{n}}{n}}\right)^{p}\leq \left({\frac {p}{p-1}}\right)^{p}\sum _{n=1}^{\infty }a_{n}^{p}}
для неотрицательных чисел {\displaystyle a_{n}} и {\displaystyle p>1}; для этого надо заменить {\displaystyle a_{n}} на {\displaystyle a_{n}^{1/p}} и устремить {\displaystyle p} к бесконечности.